# Lambertseter

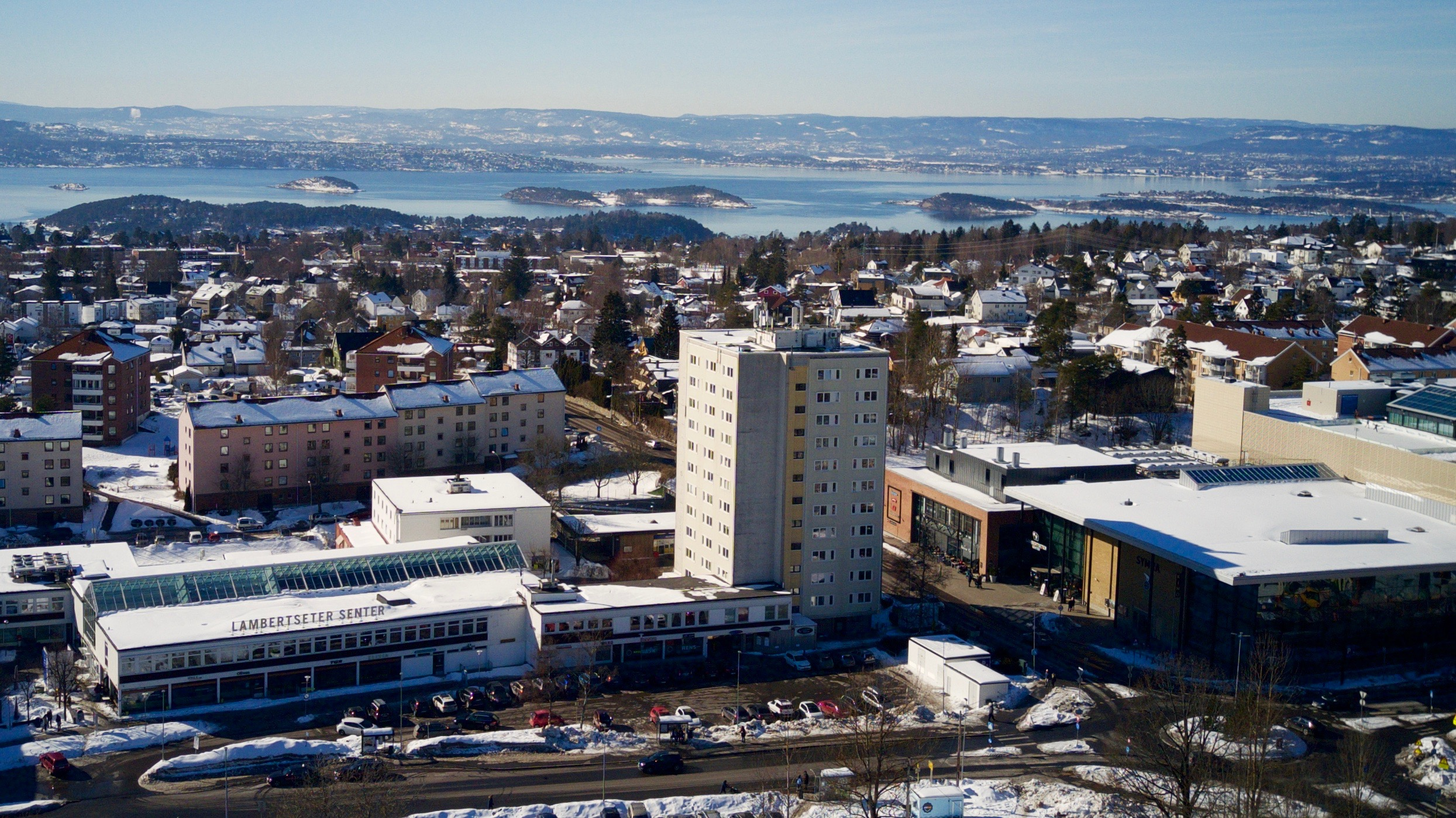
Blick auf Lambertseter

Lambertseter ist ein Stadtviertel in der norwegischen Hauptstadt Oslo. Das Viertel liegt im Stadtteil Nordstrand. Lambertseter gilt als erste Trabantenstadt Norwegens.

## Lage
Lambertseter liegt südöstlich des Osloer Stadtzentrums im Südosten des Stadtteils Nordstrand. Im Osten von Lambertseter grenzt das Stadtviertel Bogerud an, im Westen Bekkelaget.

## Geschichte
Das heutige Stadtviertel Lambertseter wurde ab 1951 auf einem Gebiet, das bis dahin überwiegend landwirtschaftlich genutzt worden war, als erste Trabantenstadt errichtet. Während des Zweiten Weltkriegs betrieben die deutschen Besatzer in dieser Gegend das Lager Nordstrand, das aus 66 Baracken bestand und bis zu 3000 Soldaten zeitgleich beherbergte. Es war das größte Lager in der Region Oslo. Nach dem Ende des Zweiten Weltkriegs wurden die Baracken zunächst als Notunterkünfte weiterverwendet. Nachdem im Jahr 1950 der Plan für den Aufbau von Lambertseter entwickelt wurde, wurden im Jahr 1951 die ersten Wohnblöcke fertiggestellt. Mit der Lambertseterbanen erfolgte im Jahr 1957 die Anbindung an das Osloer Straßenbahnsystem. Insgesamt wurden bis in die Mitte der 1960er-Jahre 3330 Wohnungen errichtet, die meisten davon in Wohnblöcken und Reihenhäusern. Die weiterführende Schule Lambertseter videregående skole nahm 1965 ihren Schulbetrieb auf. Im Jahr 1966 wurde der Bau der Lambertseter kirke, einer Kirche mit rund 600 Sitzplätzen, abgeschlossen.
Zwischen 1988 und 2004 war Lambertseter ein eigener Stadtteil. Im Rahmen einer Reform der Osloer Stadtteile ging Lambertseter am 1. Januar 2004 gemeinsam mit Ekeberg–Bekkelaget in Nordstrand auf. Der Stadtteil Lambertseter hatte zuletzt 10.511 Einwohner auf einer Fläche von 2,2 km² und war damit sowohl gemessen an der Fläche als auch an den Einwohnern der zweitkleinste Stadtteil.

## Name
Lambertseter wurde nach dem Hof Lambertseter benannt. Dieser hieß zunächst Seter und wurde schließlich genauer nach einem Besitzer mit dem Vornamen Lambert benannt.